# U23C型柴油机车
U23C型柴油机车是美国通用电气公司于1968年推出的一款柴油机车。这款机车是专门为重载调车和干线小运转任务而设计，并且在U30C型柴油机车基础上发展而来的六轴柴油机车，其主要竞争对象是易安迪的SD38、SD39型柴油机车。型号当中的“U”代表“通用”系列、“23”代表单节功率为2300马力、“C”代表机车轴式为Co-Co。
U23C型柴油机车采用底架承载的单司机室外走廊式车体结构。机车走行部为两台FB3型浮动摇枕式三轴转向架。机车装用一台12气缸、四冲程、涡轮增压的FDL12型中速柴油机，额定功率为2250马力。传动系统方面，通用电气公司提供了直—直流电或者交—直流电传动的选择，但订购U23C型柴油机车的铁路公司均选用了传统的直—直流电传动装置。柴油机直接驱动一台GT-598型直流牵引发电机（后期生产的机车装用GT-586型牵引发电机），并将发出的直流电供给六台并联的GE-752型串励直流牵引电动机。
U23C型柴油机车于1968年3月投入批量生产，但在美国国内仅仅售出53台该型机车，销量不理想的主要原因是美国铁路公司对这款用途单一的柴油机车没有太大兴趣。然而，巴西的国营铁路公司——巴西联邦铁路（RFFSA）——却成为了U23C型柴油机车的最大用户，在1972年至1976年期间总共向巴西出售了170台该型机车，其中20台机车是由位于宾夕法尼亚的伊利工厂生产并整车进口巴西，其余150台机车是由伊利工厂提供零部件并在通用电气巴西分公司在当地组装，这些机车均采用1600毫米的宽轨轨距。1987年，巴西联邦铁路选取了其中14台U23C型柴油机车，由通用电气公司在当地进行现代化改造，改造内容包括将柴油机装车功率提高至2850马力，换装GT11AC型三相交流同步牵引发电机和5GE-752-AF型直流牵引电动机，采用电子恒功率励磁控制系统（CHEC）等，完成改造后的机车改称为U23CA型柴油机车以便区分。巴西国铁民营化之后，全部U23C型柴油机车均由MRS物流公司拥有。

## 参看
- U30C型柴油机车
- U23B型柴油机车